# Alberto Masferrer
Vicente Alberto Masferrer Mónico (Alegría, antes Tecapa, 24 de julio de 1868-San Salvador, 4 de septiembre de 1932) fue un maestro, filósofo, periodista, ensayista, poeta y político salvadoreño. Como escritor marcó con sus letras toda una época de la literatura salvadoreña a través de la definición de su pensamiento inclinado a la defensa de los más desposeídos y de denuncia social.

## Inicios

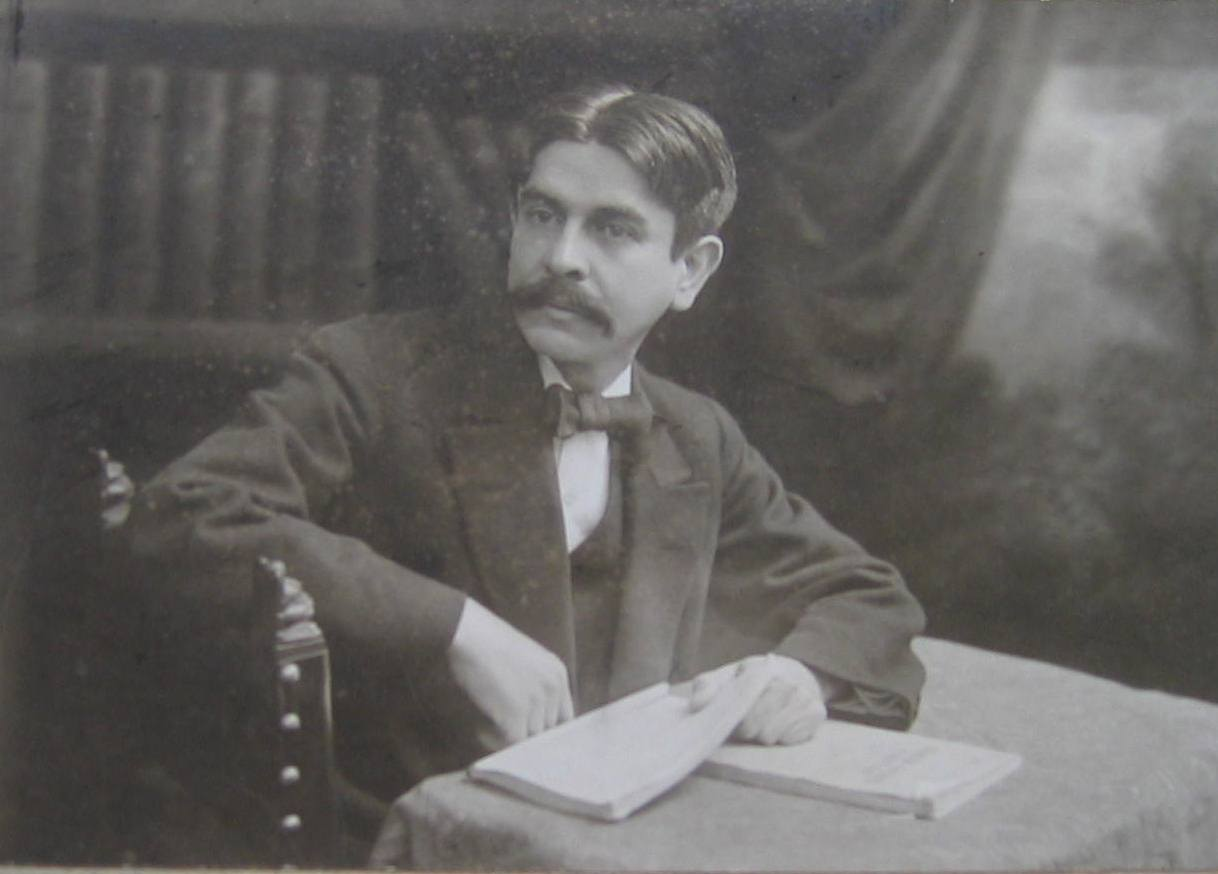
Alberto Masferrer en su oficina (c. 1915).

Alberto Masferrer nació en Tecapa, hoy llamada Alegría, en el departamento de Usulután, una población del oriente de El Salvador, de origen pipil y dominado posteriormente por los lencas. Su padre no se casó con su madre. Su educación fue autodidacta en combinación con educación formal. Su gusto por la lectura le llevó a escoger la docencia como carrera. Al respecto, Arturo Ambrogi expresaba: «Pocas veces he visto un lector tan tremendo como Alberto».

## Carrera

### Como periodista y político
Entre 1928 y 1930 fundó y dirigió el periódico Patria, en el cual hacía denuncia social y abogaba por la justicia para con los más necesitados en el marco de la pobreza generalizada del país. Trabajó en periódicos y revistas nacionales e internacionales, fue redactor de los diarios El Chileno y El Mercurio, de Santiago de Chile;  el semanario La Reforma, diario Los obreros unidos; en las revistas La República de Centroamérica, Actualidades, Bibliográfica Científico-Literaria, El Simiente y otros.
En el 13 de abril de 1905, propuso un reglamento de la Oficina de Estadística Escolar que fue aprobado por acuerdo ejecutivo el siguiente día 14 de abril.
Inició su carrera política al ser nombrado cónsul de El Salvador en Argentina (1901), Chile (1902), Costa Rica (1907) y Bélgica (1910), así como en la Corte Internacional de Justicia en 1912; además se desempeñó como archivero de la contaduría mayor de la nación en sustitución del señor don Juan de Dios Iraheta por el acuerdo ejecutivo del 17 de diciembre de 1889, redactor y director del Diario Oficial (1892), Secretario del Instituto Nacional (1890) y Asesor del Ministerio de Instrucción Pública (1916). Bajo la premisa fundamental de la lucha pacífica por los derechos de cada individuo, se convirtió en el ideólogo y director de la campaña política que en 1930 llevó a la presidencia al ingeniero Arturo Araujo. Ese mismo año fue elegido como diputado nacional, y se separó políticamente del presidente y de sus posturas. Se desempeñó como editor de varias revistas de corta duración antes de fundar La Patria en 1928. En su editorial de apertura, Masferrer prometió que su periódico describiría la vida de los salvadoreños tal como era en realidad y se comprometió a trabajar por "la salud, el bienestar, prosperidad, cultura, libertad, paz y satisfacción de todos." Escribió una serie de artículos conocidos colectivamente como "El mínimo vital" (1928-1929) en los que pedía alimentación, vivienda, vestido, educación, trabajo, recreación y justicia adecuadas para todos los salvadoreños. En la campaña presidencial de 1930, Masferrer apoyó a Arturo Araujo, quien tomó prestado el concepto de vitalismo de Masferrer como plataforma. Araujo ganó fácilmente el cargo después de que el general Maximiliano Hernández Martínez se retirara de la carrera, pero su mandato duró menos de un año. Masferrer rápidamente se dio cuenta de que la administración de Araujo era corrupta e impotente para llevar a cabo reformas reales y se autoexilió en Guatemala.
Pese a su oposición a la llegada a la presidencia del general Maximiliano Hernández Martínez, la toma del poder del militar fue inevitable. Desde ese momento, Masferrer trató de contener la violencia que se desataría meses después, en el levantamiento campesino de 1932, que dejaría como saldo la muerte de miles de indígenas y el exilio de Masferrer a Honduras. Su relación con el Partido Comunista Salvadoreño es poco clara, aunque sí hay referencias de la influencia pacifista que el escritor, de manera fallida, intentó ejercer. Al enterarse de la Matanza de 1932, en la que miles de salvadoreños fueron asesinados por las tropas gubernamentales, Masferrer se desanimó y se hundió en una profunda depresión. Murió de una hemorragia cerebral ese mismo año.

### Como maestro y escritor

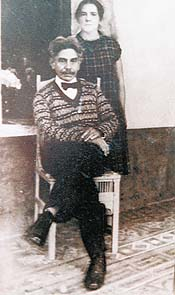
José Bernal y Alberto Masferrer fundaron el diario Patria, uno de los medios más críticos con el quehacer gubernamental, empresarial y social del país. (Don Alberto Masferer con su esposa, foto Lizette Moreno.)

Periodista y figura política salvadoreña, más famosa por su mínimo vital, un programa de nueve puntos diseñado para proporcionar un nivel de vida mínimo a sus compatriotas. En su juventud, Masferrer mostró una sensibilidad excepcional hacia los problemas sociales que encontró en toda Centroamérica. Se opuso al anticuado y restrictivo sistema de educación y a las espantosas condiciones en las que vivían muchos salvadoreños, particularmente los de las zonas rurales. Sus ideas básicas, presentes en su forma más rudimentaria en su primera obra, Niñerías (1892), se fueron perfeccionando a lo largo de las siguientes cuatro décadas.
Ejerció la docencia en Guatemala, El Salvador, Honduras, Costa Rica, Chile y Argentina, siendo bautizado como «maestro y director de multitudes» por Claudia Lars.
Como escritor, su obra se caracterizó fundamentalmente por tratar temas sociales, exigiendo un mínimo de derechos para cada persona, dignificando al ser humano a través del uso de palabras fundamentalmente duras, polemizando sobre las costumbres socialmente aceptadas. Utilizó ocasionalmente el seudónimo "Lutrin".

## Muerte

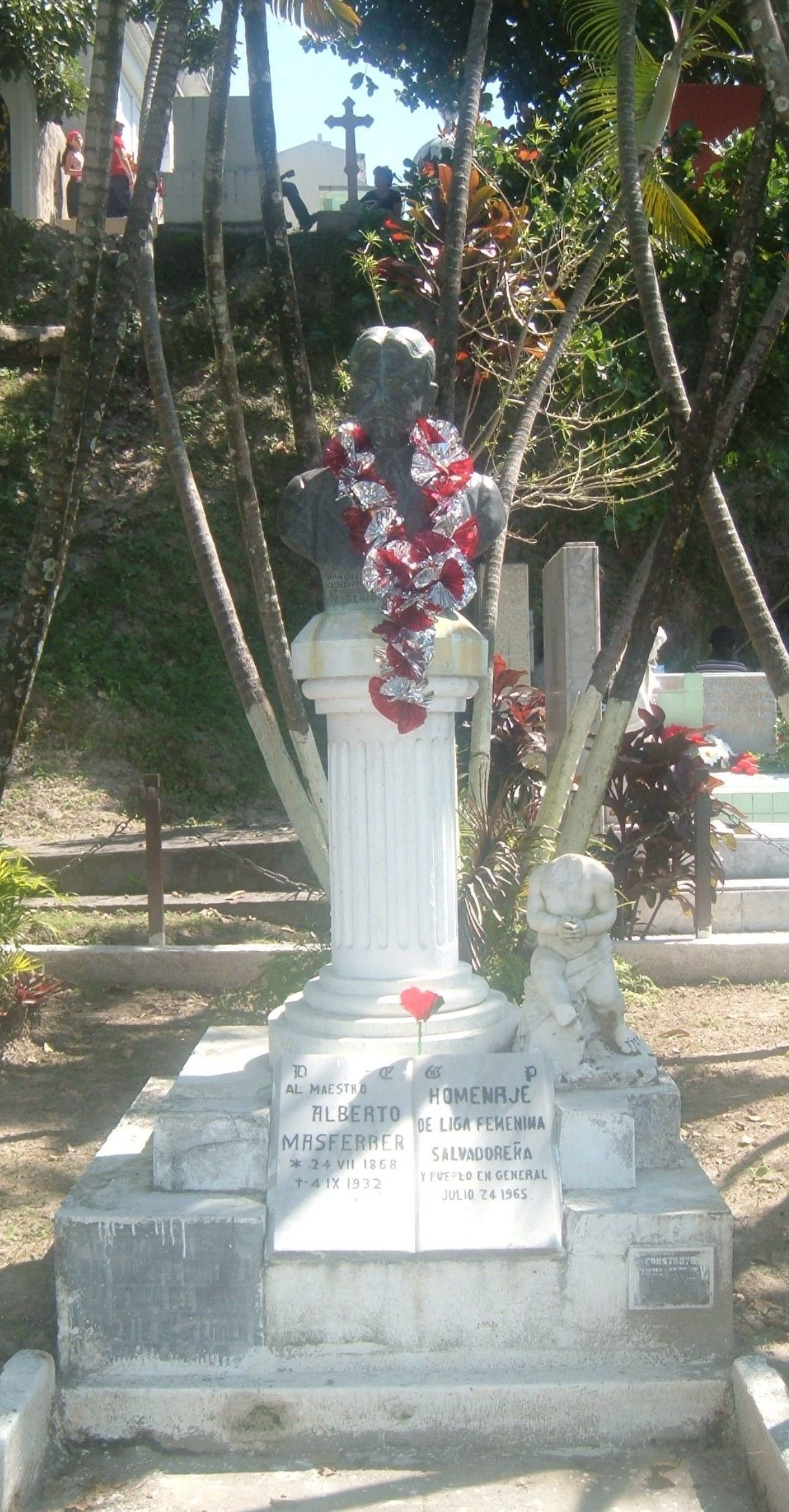
Tumba de Masferrer.

Tras su derrota política y moral por el estallido de la violencia que trató de contener, se exilió en Honduras, pero falleció víctima de su endeble salud y por parada cardiorrespiratoria en San Salvador. Durante toda su vida adoleció de diversas enfermedades como severas neumonías y una serie de serios accidentes cardiovasculares los cuales lo dejaron postrado en una silla de ruedas por periodos cortos en más que numerosas ocasiones, pasando casi la mitad de su vida en una de ellas. Carlos Cañas Dinarte, escritor, licenciado en Letras y miembro de número de la Academia Salvadoreña de la Historia, en su libro Diccionario de autoras y autores de El Salvador, afirma, en la página 320 de dicha obra: «Aquejado por la parálisis y por cierto nivel de lagunas mentales, su vida estuvo en peligro al retornar a El Salvador, cuando el avión que lo conducía tuvo que realizar un aterrizaje de emergencia en la hacienda La Carrera (Usulután), el 24 de agosto de 1932». Y más adelante, dice el mismo autor: «Falleció en la ciudad de San Salvador, en la noche del domingo 4 de septiembre de 1932. Considerado una verdadera manifestación nacional de duelo, su sepelio tuvo lugar en la tarde del día siguiente, en el Cementerio General capitalino (actual Cementerio de Los Ilustres)».

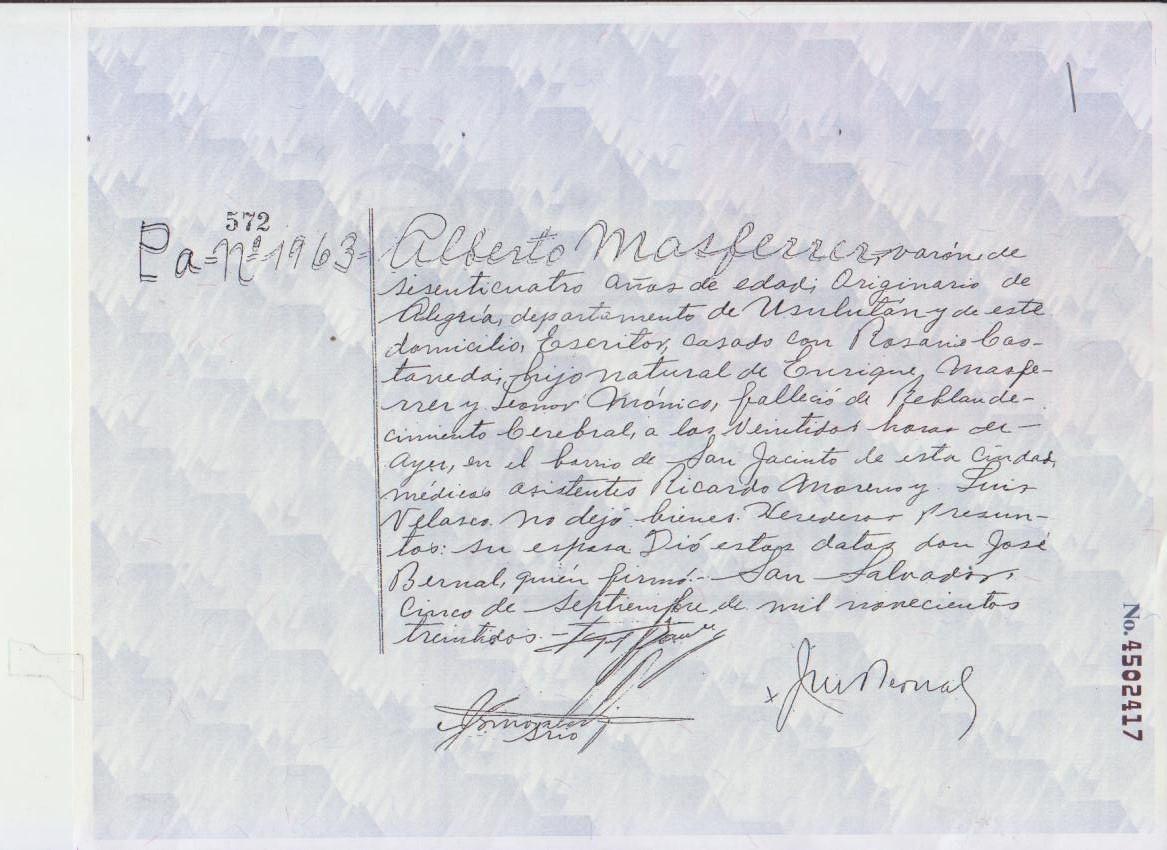
Partida de defunción de Alberto Masferrer.

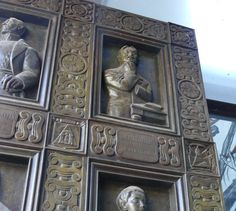
Alberto Masferrer, imagen captada en Jiquilpan de Juárez, Michoacán, México. Escritor, ensayista, libre pensador. Siempre se mostró preocupado por el desarrollo humano de la población salvadoreña.a través de sus ensayos como “El dinero maldito” y “Minimun vital”, criticó los vacíos de la educación y cultura salvadoreña cuyas consecuencias eran notables en la forma en la que vivía la población.

En homenaje a Masferrer, existen diversas escuelas, universidades, plazas y monumentos que llevan su nombre, honrándole a nivel oficial y reconociendo su fuerte influencia sobre las generaciones de educandos y literatos nacionales. Además, por decreto legislativo del 30 de agosto de 1949, la tumba de Masferrer se considera monumento nacional. Masferrer es una figura importante en la historia intelectual de Centroamérica. Su pensamiento es parte de un amplio movimiento antipositivista que floreció en América Latina en las primeras décadas del siglo XX. Aunque sus escritos evitaron abordar directamente la necesidad de una reforma política, las ideas de Masferrer incluían una agenda social y económica clara que implicaba que tales cambios eran necesarios para una sociedad que funcionara mejor. En su opinión, cualquier cultura verdaderamente nacional tenía la obligación de proporcionar a su pueblo un mínimo de bienestar espiritual y material. Sus ideas revelan una fuerte afinidad con la Iglesia Católica Romana después de la Rerum Novarum, la encíclica papal de 1891 que rechazó tanto el capitalismo como el socialismo como caminos para el desarrollo humano. Su noción de una nación orgánica y armoniosa que tenía una organización jerárquica y funcionaba según las líneas de la caridad cristiana y la dignidad de todo trabajo es claramente típica del coqueteo intelectual con el fascismo que caracterizó a tantos pensadores de su generación. Masferrer fue un reformador que no buscó derribar todo el orden social; simplemente quería librarlo de sus peores abusos. Así, sus ideas condujeron directamente al movimiento demócrata cristiano salvadoreño que floreció en la década de 1960 y que de manera similar buscó mejorar las condiciones generales a través de la cooperación y la conciliación en lugar de la revolución. Masferrer sigue siendo una figura popular en El Salvador hoy.

## Obras publicadas
Pese a la prolifera publicación de ensayos y escritos aislados, las obras completas publicadas por Masferrer son:
- Páginas (1893)
- Niñerías (1900)
- Las Nuevas Ideas (1910)
- ¿Qué debemos saber? (ensayo epistolar, 1913)
- Leer y escribir (ensayo sociológico, 1915)
- Una vida en el cine (1922)
- Ensayo sobre el destino (1925)
- Las siete cuerdas de la lira (ensayo filosófico, 1926)
- El dinero maldito ( ensayo moral, 1927)
- Helios (ensayo, 1928)
- La religión universal (ensayo, 1928)
- El minimum vital (ensayo político-social, 1929)
- Estudios y figuraciones de la vida de Jesús (ensayo filosófico, 1930)
- El rosal deshojado (versos publicados póstumamente en 1935)
- Prosas escogidas (prosas publicadas póstumamente en 1968)